# Hoàng tử bé
Hoàng tử bé (tên tiếng Pháp: Le Petit Prince, phát âm [lə p(ə)ti pʁɛ̃s]), được xuất bản năm 1943, là tiểu thuyết nổi tiếng nhất của nhà văn và phi công Pháp Antoine de Saint-Exupéry. Cuốn tiểu thuyết cũng bao gồm nhiều bức tranh do chính Saint-Exupéry vẽ. Tác phẩm đã được dịch sang hơn 250 ngôn ngữ (bao gồm cả tiếng địa phương) và cho đến nay đã bán được hơn 200 triệu bản khắp thế giới, trở thành một trong những sách bán chạy nhất của mọi thời đại, được phát triển thành một sê ri truyện tranh 39 chương bởi Élyum Studio, và một phiên bản graphic novel bìa cứng chuyển thể bởi danh họa tài năng Joann Sfar. Truyện còn được dùng như tài liệu cho những người muốn làm quen với ngoại ngữ.

## Cảm hứng
Vào ngày 30 tháng 12 năm 1935, lúc 14:45 sau một chuyến bay dài 19 tiếng và 38 phút, Saint-Exupéry, cùng với người bạn hoa tiêu, André Prévot, đã bị rơi máy bay ở sa mạc Sahara ở Libya trên lộ trình tới Sài Gòn. Họ đã cố gắng bay từ Paris tới Sài Gòn nhanh hơn những người đã từng bay trước đó để giành giải thưởng 20.000 franc. Máy bay của họ là Caudron C-630 Simoun n°7042 (seri F-ANRY).
Địa điểm rơi máy bay được cho là Wadi Natrum. Cả hai người đều sống sót qua vụ tai nạn và phải đối mặt với sự sợ hãi về việc mất nước nhanh chóng ở Sahara. Bản đồ họ có thì đã quá cũ và rất mờ mịt, do đó không có ích gì. Họ không có cách gì để giải quyết tình trạng này. Nho, táo và rượu đã giúp họ trụ vững được một ngày, nhưng sau đó không còn gì nữa. Cả hai người bắt đầu bị ảo giác. Giữa ngày thứ hai và ngày thứ ba, cơ thể họ đã bị mất nước rõ rệt và không đổ mồ hôi nữa. Cuối cùng, vào ngày thứ tư, một người Ả Rập du cư cưỡi trên một con lạc đà đã phát hiện ra họ và tìm các biện pháp chống lại sự mất nước nên đã cứu sống được hai người. Trong truyện Hoàng Tử Bé, khi Saint-Exupéry viết về việc bị bỏ lại trên sa mạc trong một cái máy bay bị hỏng, ông đã liên hệ thực tế chi tiết này với kinh nghiệm trong cuộc đời mình. Saint-Exupéry cũng nhắc đến chi tiết này trong quyển Cõi người ta (Terre des Hommes). Ông đã gặp một con cáo (vulpes zerda, cáo sa mạc) ở đó, có thể điều này cũng làm ông viết về con cáo trong tác phẩm.

## Nội dung
Kể chuyện bắt đầu câu chuyện bằng một cuộc thảo luận về bản chất của người lớn và về việc họ không thể nhận ra được “những điều quan trọng”. Để xác định xem một người lớn có sáng suốt như một đứa trẻ không, ông cho họ xem một bức tranh vẽ một con rắn nuốt một con voi. Người lớn luôn đưa ra câu trả lời rằng bức tranh vẽ một cái nón, và vì vậy ông biết rằng chỉ có thể nói với họ về những điều “hợp lý”, thay vì những điều huyền ảo viễn vông.
Người kể chuyện lớn lên và trở thành một phi công. Một ngày nọ, máy bay của ông bị hỏng và phải hạ cánh gấp giữa sa mạc Sahara, nằm xa nền văn minh con người. Ông có lượng nước đủ cho tám ngày trên sa mạc và phải sửa xong chiếc máy bay trong thời gian đó. Tại đây, ông bất ngờ gặp một cậu bé có biệt danh “hoàng tử bé”. Hoàng tử có mái tóc vàng óng, nụ cười đáng yêu và sẽ lặp đi lặp lại những câu hỏi cho tới khi được trả lời.
Hoàng tử yêu cầu người kể chuyện vẽ một con cừu. Trước tiên, người kể chuyện cho cậu xem bức tranh con voi nằm trong con rắn. Cậu có thể diễn giải chính xác hai con vật trước sự ngạc nhiên của ông. Sau ba lần vẽ nhưng không thể làm cậu vừa ý, người kể chuyện bực bội vẽ một cái hộp, nói với cậu rằng con cừu của cậu ở trong cái hộp đó. Lần này, hoàng tử cảm thấy hài lòng với bức tranh, và kêu lên rằng đó đúng là những gì cậu muốn.
Qua tám ngày trong sa mạc, trong lúc người kể chuyện cố sửa chiếc máy bay thì hoàng tử kể lại câu chuyện về cuộc đời cậu. Cậu bắt đầu bằng việc miêu tả hành tinh nơi cậu sống: đó là một tiểu tinh cầu có tên B 612 theo cách gọi ở Trái Đất, chỉ to vừa bằng một căn nhà. Tại đó có ba ngọn núi lửa nhỏ (hai đang hoạt động và một đã tắt) và nhiều loài thực vật.
Công việc hằng ngày của cậu khi còn ở tiểu hành tinh này bao gồm nạo vét các ngọn núi lửa và loại bỏ hết hạt hoặc rễ cây phá hoại trên đất, đặc biệt là những cây bao báp có thể gây ra thảm họa cho hành tinh của cậu. Cứ sau một đêm là cây bao báp sẽ mọc khắp hành tinh cảu cậu.Sáng đến là câu phải đi dọn những cây bao báp nếu không chúng sẽ phá hủy hành tinh của cậu.Vì vậy, hoàng tử muốn có một con cừu để ăn những loài cây gây hại này, nhưng cậu cũng lo lắng rằng nó sẽ ăn luôn những thực vật có gai.
Hoàng tử kể về tình yêu của mình với một bông hồng kiêu căng và ngớ ngẩn mọc trên tiểu hành tinh một thời gian trước. Bông hoa mắc bệnh tăng huyết áp và thường tỏ ra nghiêm trọng hơn để nhận được sự chú ý và quan tâm chăm sóc của hoàng tử. Cậu đã nuôi dưỡng và chăm sóc cô, làm một cái màn che và bầu thủy tinh để che chắn cô khỏi gió và lạnh, tưới nước cho cô và bảo vệ cô khỏi sâu bọ.
Mặc dù yêu bông hồng của mình, hoàng tử vẫn cảm thấy rằng cô đang lợi dụng cậu. Vì vậy, cậu quyết định rời khỏi hành tinh của mình để đi khám phá phần còn lại của vũ trụ. Khi họ tạm biệt nhau, bông hồng xin lỗi vì đã không thể hiện được tình yêu của mình dành cho cậu, và rằng cả hai thật là ngu ngốc. Cô cầu chúc cho cậu khỏe mạnh và hứa sẽ tự bảo vệ mình mà không cần bầu thủy tinh. Hoàng tử than vãn rằng cậu không hiểu làm sao mình có thể yêu bông hoa trong khi cô luôn nói những lời vô ích thay vì những hành động tử tế.
Hoàng tử ghé thăm sáu hành tinh khác, mỗi hành tinh có một người lớn trú ngụ. Họ là những kẻ phi lý trí và có đầu óc hẹp hòi, mỗi người đại diện cho một thành phần trong xã hội, bao gồm:
- Một vị vua không có thần dân, ông chỉ ban hành những mệnh lệnh hiển nhiên, như là ra lệnh cho mặt trời lặn vào lúc hoàng hôn.
- Một kẻ khoác lác, chỉ muốn nhận lời khen ngợi và muốn trở thành người đáng ngưỡng mộ nhất trên hành tinh không có ai khác ngoài anh ta.
- Một tên bợm nhậu, uống để quên đi nỗi xấu hổ về việc suốt ngày say xỉn.
- Một doanh nhân mù quáng trước vẻ đẹp của những ngôi sao, không ngừng đếm và lập danh mục chúng để làm của riêng (phê phán chủ nghĩa duy vật).
- Một người thắp đèn trên một hành tinh nhỏ đến nỗi một ngày chỉ dài bằng một phút. Ông lãng phí cuộc đời mình để thắp và tắt đèn sau mỗi 30 giây tương ứng với ngày và đêm trên hành tinh này.
- Một nhà địa lý lớn tuổi nhưng chưa bao giờ đi bất cứ đâu, cũng chưa bao giờ tận mắt nhìn thấy được những điều được ông ghi chép lại.

Chính nhà địa lý đã nói với hoàng tử rằng bông hồng của cậu chỉ là một thứ phù du nên không được ghi lại, và khuyên cậu nên ghé thăm Trái Đất. Chuyến viếng thăm Trái Đất bắt đầu với một đánh giá hết sức bi quan về nhân loại. Sáu người kì quặc mà hoàng tử đã gặp trước đó chỉ toàn về thế giới của những người trưởng thành. Trên Trái Đất, người ta ước tính có:
111 vị vua… 7.000 nhà địa lý, 900.000 doanh nhân, 7.500.000 kẻ say xỉn, 311.000.000 người khoác lác. Có nghĩa là có khoảng 2.000.000.000 người lớn.

Khi hoàng tử đáp xuống trên một sa mạc, cậu tin rằng Trái Đất không có người sinh sống. Sau đó, cậu gặp một con rắn màu vàng tuyên bố với cậu rằng nó có quyền năng có thể đưa cậu trở về hành tinh quê nhà khi cậu muốn. Kế đến, hoàng tử gặp một bông hoa sa mạc, cô nói với cậu rằng cô chỉ thấy vài người trên thế giới này và rằng họ không có rễ, họ để gió cuốn mình đi bất cứ đâu và sống một cuộc đời khó khăn. Khi leo lên ngọn núi cao nhất cậu từng thấy, hoàng tử hy vọng có thể nhìn thấy toàn bộ Trái Đất và nhìn thấy được con người; tuy nhiên, cậu chỉ có thể thấy được khung cảnh hoang vắng trải dài. Khi cậu cất tiếng gọi, chỉ có tiếng vang vọng trả lời cậu, khiến cậu nghĩ rằng âm thanh đó là của một người nhàm chán chỉ lặp lại những gì người khác nói.
Hoàng tử trở nên chán nản khi bắt gặp một khu vườn đầy những bụi hoa hồng, cậu đã nghĩ rằng bông hồng của cậu là duy nhất và rằng bông hồng của cậu đã nói dối cậu về điều này. Cậu bắt đầu cảm thấy cậu không còn là một hoàng tử tuyệt vời chút nào, vì đối với cậu bây giờ, một hành tinh với ba ngọn núi lửa nhỏ và một bông hoa cũng chỉ là bình thường. Cậu nằm xuống bãi cỏ và khóc, cho tới khi một chú cáo đến bên cậu.
Chú cáo muốn được thuần hóa và dạy cho hoàng tử cách thuần hóa nó. Bằng việc thuần hóa, một thứ bình thường giống những thứ khác trở nên đặc biệt và độc nhất. Việc này cũng có những hạn chế vì một khi đã có mối liên kết với nhau, chúng ta trở nên dễ buồn chán và khao khát được bên cạnh nhau khi phải xa nhau.
Hoàng tử biết được từ chú cáo rằng bông hồng của cậu thật sự đặc biệt và duy nhất, vì cậu đã dành thời gian và tình yêu của mình cho cô. Cậu đã “thuần hóa” cô, nên giờ đây cô trở nên quý giá hơn những bông hồng cậu thấy trong vườn. Khi cả hai buồn bã rời đi, chú cáo nói với cậu một bí mật: những điều quan trọng chỉ có thể cảm nhận bằng trái tim, không phải bằng đôi mắt.
Cuối cùng, hoàng tử cũng gặp được hai người trên Trái Đất:
- Một người bẻ ghi xe lửa, ông nói với cậu về việc những hành khách vội vã chuyển tàu như thế nào, họ không bao giờ hài lòng với nơi họ ở và không biết gì về nơi họ đến, chỉ có những đứa trẻ là từng bận tâm nhìn qua cửa sổ.
- Một thương gia nói với cậu về những sản phẩm của ông ta, về một viên thuốc giảm bớt nhu cầu uống nước trong một tuần, vì thế tiết kiệm được 53 phút.

Quay lại thời điểm hiện tại, đã là ngày thứ tám từ sau vụ tai nạn máy bay, người kể chuyện và hoàng tử đang chết khát. Hoàng tử trở nên lầm lì hơn, rầu rĩ nhớ về những ký ức và ao ước được quay trở về nhà để xem bông hồng của cậu.
Hoàng tử tìm thấy một cái giếng, nhờ vậy họ thoát chết. Sau đó, người kể chuyện sau đó nhận ra hoàng tử đang nói chuyện với con rắn, thảo luận về chuyến trở về và ước muốn được gặp lại bông hồng, cậu lo lắng vì đã để cho cô tự chăm sóc bản thân. Hoàng tử tạm biệt người kể chuyện và nói rằng nếu nhìn thấy như thể cậu đã chết, là bởi vì thân thể cậu quá nặng để có thể cùng cậu trở về tiểu hành tinh kia. Hoàng tử khuyên người kể chuyện không nên nhìn khi cậu ra đi, vì điều đó sẽ khiến ông muộn phiền. Nhận thấy điều gì sắp xảy ra, người kể chuyện từ chối rời khỏi cậu. Hoàng tử an ủi người kể chuyện bằng cách nói với ông rằng ông chỉ cần nhìn lên các vì sao, nghĩ về nụ cười đáng yêu của cậu, lúc đó tất cả các vì sao dường như cũng đang mỉm cười với ông. Hoàng tử sau đó rời xa người kể chuyện, để cho con rắn cắn mình và nhẹ nhàng ngã xuống.
Sáng hôm sau, người kể chuyện không thể tìm thi thể hoàng tử đâu nữa. Cuối cùng, ông cũng sửa được chiếc máy bay và rời khỏi sa mạc, để lại cho người đọc tự xác định xem hoàng tử đã trở về hay đã chết. Câu chuyện kết thúc với một bức vẽ quang cảnh nơi hoàng tử và người kể chuyện gặp nhau và nơi con rắn cướp đi cuộc sống vật chất của hoàng tử. Người kể chuyện yêu cầu được liên lạc ngay lập tức với bất kỳ ai ở vùng này gặp phải một cậu bé với mái tóc xoăn vàng và cậu luôn từ chối trả lời bất kỳ câu hỏi nào.

## Thiên văn học
Tên gọi của tiểu hành tinh 2578 Saint-Exupéry (được phát hiện vào năm 1975) được đặt theo tên tác giả của Hoàng Tử Bé.
Cũng bắt nguồn từ Hoàng Tử Bé, một tiểu hành tinh được phát hiện vào năm 1993 có tên gọi là 46610 Bésixdouze: "46610" là biểu diễn trong hệ thập phân của số thập lục phân B612, trong khi "Bésixdouze" là cách viết trong tiếng Pháp của "B-sáu-mười hai". B-612 là tên của tiểu hành tinh nơi hoàng tử bé sinh sống trong câu chuyện.
Vào năm 2003, một vệ tinh nhỏ (được phát hiện vào năm 1998) được đặt tên là Petit-Prince. Cái tên này được lấy theo tên của hoàng tử bé và cũng theo hoàng tử Napoléon Eugène (con trai của vua Napoléon III và hoàng hậu Eugénie). Còn chính tiểu hành tinh có vệ tinh trên, được đặt tên theo hoàng hậu Eugénie.
Quỹ B612 được sáng lập nhằm đảm bảo sự sống còn của nhân loại trên hành tinh của chúng ta: hỗ trợ tìm kiếm và theo dõi các tiểu hành tinh đi qua quỹ đạo Trái Đất, đồng thời đánh lạc hướng trong trường hợp cần thiết đối với những tiểu hành tinh có nguy cơ gây hiểm họa; quỹ được đặt tên B612 để vinh danh "quê nhà" của hoàng tử bé.

## Các bản dịch
Tác phẩm được dịch sang 257 ngôn ngữ.
Tính đến tháng 4/2017, tác phẩm Le Petit Prince đã được dịch sang 300 ngôn ngữ, trở thành quyển sách được dịch ra nhiều ngôn ngữ nhất trên thế giới ngoại trừ sách tôn giáo.
Các bản dịch tiếng Việt gồm:
- Cậu hoàng con, Trần Thiện Đạo dịch (Nhà xuất bản Khai Trí, 1966).
- Hoàng tử bé, Bùi Giáng dịch (Nhà xuất bản An Tiêm, Sài Gòn 1973, tái bản 2005[4]).
- Hoàng tử bé, Vĩnh Lạc dịch, Nhà xuất bản Đồng Nai, 1994; tái bản: Công ty CP Văn hóa Đông A và Nhà xuất bản Văn học, 2008; Đông A và Nhà xuất bản Dân Trí, 2011.
- Em bé con nhà trời, Nguyễn Thành Long dịch, in lần đầu trong cuốn Quê xứ con người, Nxb Tác phẩm mới; in riêng, Chú bé Hoàng tử, Nhà xuất bản Ngoại văn 1987; Hoàng tử bé, Nhà xuất bản Kim Đồng, 2000); Nhà xuất bản Đà Nẵng, năm 2012.
- Hoàng tử bé, Trịnh Nhất Định dịch, Nhà xuất bản Trẻ, TP. HCM, 2000.
- Hoàng tử bé, Nguyễn Tấn Đại dịch, Nhà xuất bản Hội nhà văn và Công ty CP Văn hóa Đông A, 2005; tái bản có sửa chữa, Nhà xuất bản Phụ nữ, 2021.
- Hoàng tử bé, Thuận Thiên dịch (in chung với truyện Nàng công chúa nhỏ), NXB Văn hoá Thông tin, 2005).
- Hoàng tử bé, Châu Diên dịch, Nhà xuất bản Lao động và Trung tâm VH&NN Đông Tây, 2007.
- Hoàng tử bé, Nguyễn Trường Tân dịch theo bản tiếng Nga, Nxb Văn hoá Thông tin, 2008.
- Hoàng tử bé, Trác Phong dịch, Nhã Nam và Nhà xuất bản Hội nhà văn, 2013, xuất bản nhân dịp kỷ niệm 70 năm Hoàng tử bé ra đời.
- Hoàng tử bé, Bùi Đại Dũng dịch, Nhà xuất bản Thanh niên.
- Hoàng tử bé, Đỗ Lan Hương dịch, Nhà xuất bản Mỹ thuật.

## Bản graphic novel
Hoàng tử bé được danh họa Joann Sfar chuyển thể thành bản sách tranh (graphic novel) khổ lớn 110 trang với minh họa độc đáo, giàu cảm xúc. Phiên bản này được Nhã Nam mua bản quyền, chuyển ngữ và xuất bản năm 2016. Qua nét vẽ của Joann Sfar, độc giả không chỉ được gặp Hoàng tử bé quen thuộc với đôi mắt to tròn, khăn quàng màu xanh tung bay trong gió sa mạc, mà còn được gặp cả tác giả - phi công, nhà văn Antoine De Saint-Exupéry - người hoàn toàn giấu mặt trong bản sách chữ. Khiếu hài hước thể hiện qua ngòi bút minh họa của Joann Sfar khiến Hoàng tử bé trở nên gần gũi hơn, đặc biệt đối với các bạn nhỏ. Một món quà đầy cảm hứng dành cho độc giả yêu mến Hoàng tử bé.

## Đánh giá
Bùi Giáng gọi đây là "tác phẩm thơ mộng nhất và u uẩn nhất trong những tác phẩm của Saint Exupéry".

## Ảnh hưởng
Ngày 14 tháng 12 năm 2011, tượng sáp hoàng tử bé đã được đặt tại Bảo tàng Grévin, Paris. Ngoài ra, tác phẩm Hoàng Tử Bé còn được dựng thành phim hoạt hình 